# Pol Nabben
Pol Nabben (* 30. August 1983 in Boxmeer) ist ein ehemaliger niederländischer Radrennfahrer.
Pol Nabben gewann 2006 jeweils eine Etappe bei der Vuelta Ciclista a Cartagena und bei der Volta a Lleida. 2009 beendete er seine Radsportlaufbahn.

## Erfolge
2006
- eine Etappe Volta a Lleida

## Teams
- 2007 Discovery Channel-Marco Polo
- 2008 Arenas-Tlax-Mex (ab 12. Oktober)